# Sarah Ott
Sarah Ott   (Estats Units d'Amèrica) és una mestra d'escola i activista per la conscienciació sobre el canvi climàtic als Estats Units. Forma part de la llista de les 100 dones més inspiradores del 2023 de la BBC.
Va arribar a la majoria d'edat vivint a Florida i dubtant del canvi climàtic influenciada per les opinions de Rush Limbaugh i la narrativa del climategate. La lectura a la dècada del 1990 d'un article sobre l'augment de les temperatures la va fer dubtar. A partir d'aquest moment, mentre estudiava zoologia a la universitat per esdevenir professora de ciències, va analitzar el canvi climàtic des del punt de vista científic. Era professora de ciències físiques a la Dalton Middle School.
Amb el seu marit i els seus dos fills es van traslladar de Florida a Geòrgia, on es va adonar que havia tingut accés a molta informació falsa, en part rebuda per la influència de l'església protestant. A partir de l'elecció de Donald Trump el 2016 va decidir que ja no era negacionista i va admetre que s'equivocava fins a esdevenir ambaixadora del canvi climàtic del National Center for Science Education. És considerada un referent per dialogar amb els negacionistes del canvi climàtic.